# 新利什尼亞
50°41′17″N 24°11′48″E / 50.68806°N 24.19667°E
新利什尼亞（烏克蘭語：Нова Лішня），是烏克蘭的村落，位於該國西部沃倫州，由沃洛德米爾區負責管轄，始建於1914年，面積4平方公里，海拔高度214米，2001年人口261，人口密度每平方公里65.25人。